# Falkenstein (Vogtland)
Falkenstein (ufficialmente Falkenstein/Vogtl., abbreviazione di Falkenstein/Vogtland) è una città di 7 692 abitanti della Sassonia, in Germania.
Appartiene al circondario del Vogtland (targa V) ed è parte della comunità amministrativa (Verwaltungsgemeinschaft) di Falkenstein.

## Storia
Il 1º gennaio 1999 alla città di Falkenstein/Vogtland vennero aggregati i comuni di Oberlauterbach e Trieb/Vogtland.